# قصر السيد الأكبر لفرسان رودس

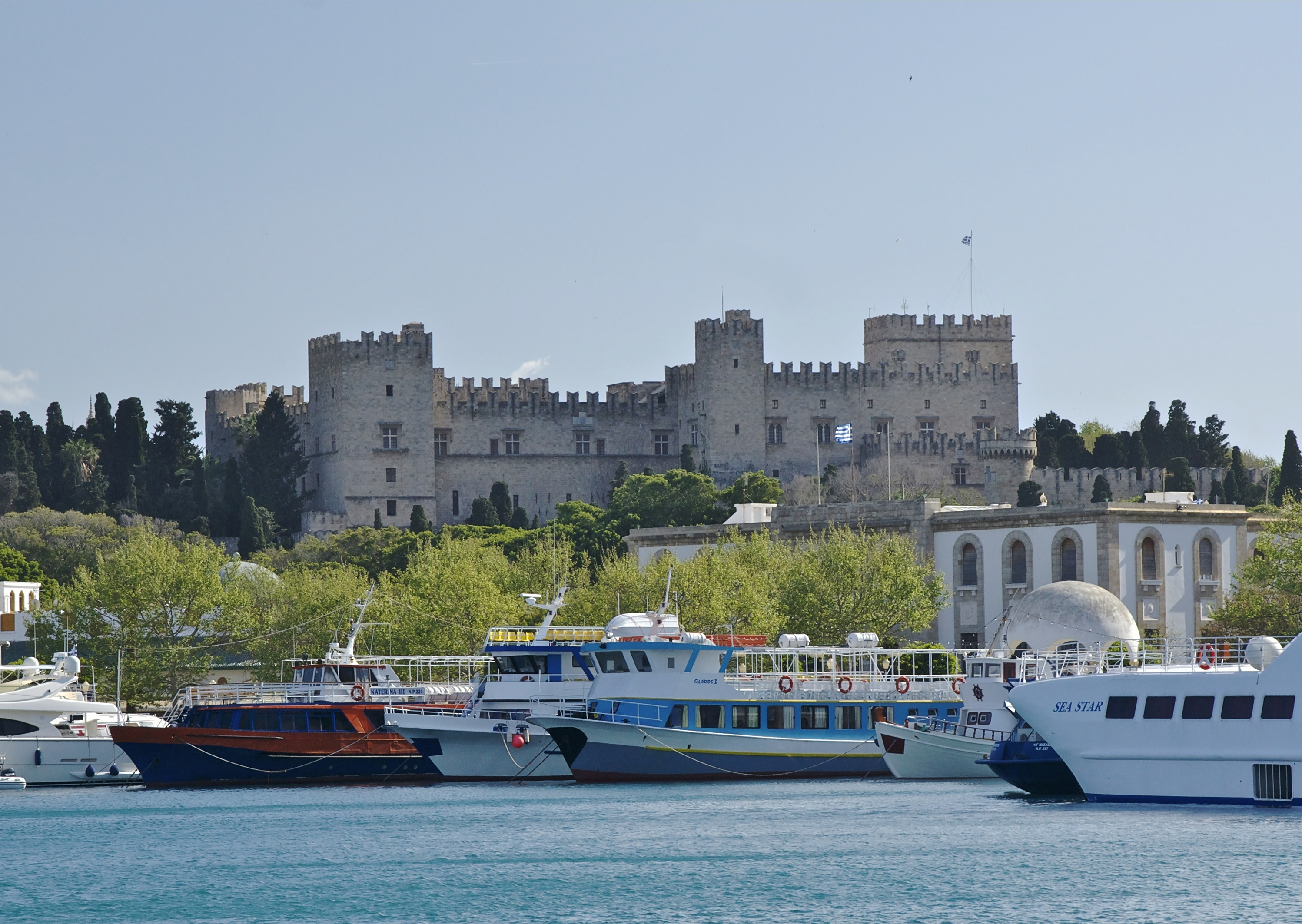
قصر السيد الأكبر في مدينة رودس.

قصر السيد الأكبر لفرسان رودس أو قصر غراند ماستر لفرسان رودس (باليونانيَّة: Παλάτι του Μεγάλου Μαγίστρου) والمعروفة رسميًا باسم القلعة (باليونانية: Καστέλο). هو قصر يقع في مدينة رودس عاصمة جزيرة رودس إحدى جزر اليونان. وهو واحد من الأمثلة القليلة للعمارة القوطية في اليونان. وقد تم بناؤه في القرن الرابع عشر على أنقاض قلعة بيزنطية تعود للقرن السابع كمقر السيد الأكبر لمنظمة فرسان الإسبتارية. وكان المبنى بمثابة القصر، والمقر والقلعة للمنظمة.

## تاريخ
بني القصر أصلا في أواخر القرن السابع وكان بمثابة قلعة بيزنطية. بعد احتلال جزيرة رودس وبعض الجزر اليونانية الأخرى (مثل كاليمنوس وكاستيلوريزو) في 1309 من قبل فرسان الإسبتارية، تحولت القلعة إلى مركزهم الإداري وقصر السيد الأكبر. في الربع الأول من القرن الرابع عشر، قام الفرسان بإصلاح قصر وحصلت من التعديلات الرئيسية. ألحق أضرار بالقصر بسبب الزلزال الذي وقع في 1481، وقد تم إصلاحه بعد ذلك بوقت قصير.
بعد أن تم احتلال الجزيرة من قبل الدولة العثمانية، تم استخدام القصر والقلعة كمركز قيادة. تضرر الجزء السفلي من القصر بشدة من جراء انفجار ذخيرة في عام 1856. ونتيجة لذلك، تم تدمير العديد من الغرف الموجودة الطابق الأول.
أثناء الحكم الإيطالي لرودس، قام المهندس المعماري الإيطالي فيتوريو ميسترينو باستعادة الأجزاء التالفة من القصر بين عامي 1937 و 1940. وأصبح القصر مسكن لعطلة ملك إيطاليا فيكتور عمانويل الثالث، وبعد ذلك للديكتاتور الفاشي بينيتو موسوليني، والذي لا يزال أسمه محفور على لوحة كبيرة بالقرب من مدخل القصر.
في 10 فبراير عام 1947، حددت معاهدة السلام مع إيطاليا، ومعادة باريس، أنّ الجمهورية الإيطالية التي أنشئت مؤخرا ستنقل جزر دوديكانيسيا لليونان. في عام 1948، تم نقل رودس وبقية دوديكانيسيا كما هو متفق عليه سابقًا. ثم تم تحويل القصر إلى متحف، وهو اليوم موقع يزوره الملايين من السياح الذين يزورون رودس.
في عام 1988، عندما عقدت اليونان الرئاسة الدورية للسوق الأوروبية المتشركة، أقام رئيس الوزراء اليوناني آنذاك أندرياس باباندريو وغيره من قادة السوق الأوروبية المشتركة حفلة شهيرة في القصر.